# 아일랜드 의회당
아일랜드 의회당(영어: Irish Parliamentary Party; IPP)은 1874년 자치동맹을 모태로 아이작 버트가 창당한 정당이다. 통칭 아일랜드인당(Irish Party), 자치당(Home Rule Party)이라고 했다. 1918년까지 그레이트브리튼 아일랜드 연합왕국의 입법부인 웨스트민스터 하원에서 아일랜드 국민주의자들을 대표하는 정파로 활동했다. 주요 목적은 아일랜드의 자치(홈 룰)와 입법부 독립, 토지개혁이었다.